# Campionati mondiali di beach volley 2013
Il Campionato del mondo di beach volley 2013 si è svolto dal 1º al 7 luglio 2013 a Stare Jabłonki, in Polonia.
Sia nel torneo maschile che in quello femminile, sono state ammesse a partecipare 48 coppie: le prime 45 della classifica del World tour come si presentava prima della competizione iridata più 3 wild card. Le coppie sono state suddivise in 12 gironi di 4 coppie ciascuno. Le prime due classificate di ogni girone e le 8 migliori terze sono state ammesse alla fase a eliminazione diretta, partendo dai sedicesimi di finale.

## Podi

### Uomini
| Evento                     | Oro                                           | Argento                                    | Bronzo                                |
| Torneo maschile (dettagli) | Paesi Bassi Alexander Brouwer Robert Meeuwsen | Brasile Ricardo Santos Álvaro Morais Filho | Germania Jonathan Erdmann Kay Matysik |

### Donne
| Evento                      | Oro                    | Argento                            | Bronzo                                   |
| Torneo femminile (dettagli) | Cina Xue Chen Zhang Xi | Germania Karla Borger Britta Büthe | Brasile Liliane Maestrini Bárbara Seixas |

## Medagliere
| Pos.   | Paese       |   |   |   | Totale |
| ------ | ----------- | - | - | - | ------ |
| 1      | Cina        | 1 | 0 | 0 | 1      |
| 1      | Paesi Bassi | 1 | 0 | 0 | 1      |
| 3      | Brasile     | 0 | 1 | 1 | 2      |
| 3      | Germania    | 0 | 1 | 1 | 2      |
| Totale | Totale      | 2 | 2 | 2 | 6      |